# Аліневич Ігор Володимирович
Аліневич Ігор Володимирович (народився 24 вересня 1983) — білоруський діяч анархістського руху, політв'язень.

## Біографія

### Перші роки
Закінчив середню школу, потім університет інформатики та радіоелектроніки за спеціальністю інженер-електронник. Брав участь у роботі над російсько-білоруським супутником. Зі шкільних років цікавився історією, особливо анархістським рухом.

### Анархічна діяльність, кримінальна справа
У 2009-2010 роках брав участь у кількох акціях мінських анархістів. Після акції солідарності з російськими анархістами біля російського посольства в Мінську, 30 серпня 2010 року Аліневич виїхав до Росії, де деякий час переховувався.
28 листопада 2010 року Ігор Аліневич був затриманий людьми у цивільному вбранні в Москві, як пізніше з'ясувалося, представниками білоруських спецслужб. Поміщений до СІЗО КДБ у Мінську. 27 травня 2011 року суд Заводського району Мінська засудив Аліневича до 8 років позбавлення волі в колонії посиленого режиму. Йому пред'явлено звинувачення за ч.2 ст.339 Кримінального кодексу Республіки Білорусь (хуліганство, вчинене групою осіб) і ч.2 і 3 ст.218 КК (псування майна в небезпечному вигляді та в особливо великих розмірах). Спочатку Аліневич звинувачувався в злісному хуліганстві (ч. 2 ст. 339) за епізодами нападу на посольство Росії в ніч з 30 на 31 серпня 2010 року, а також за участь в акції біля Генштабу ЗСУ. ЗС Білорусі 19 вересня 2009 року. Потім звинувачення розширили: крім попередніх епізодів, Аліневичу інкримінували напади на казино «Шангрі-Ла», на офіс банку «Москва-Мінськ» 31 травня 2010 року і на слідчий ізолятор (ЦІП) на Окрестіна 6 вересня 2010. Разом з Аліневичем в одній кримінальній справі проходили Микола Дзядок та Олександр Францкевич. У суді Аліневич не зрікся своїх анархістських поглядів, але своєї провини не визнав. Він заявив, що брав участь в антивоєнному мітингу біля будівлі Генштабу Білорусі, але кожен білорус має право на свободу мирних зібрань і ходів. Він, намагався висловити своє ставлення до того, що під час кризи, коли населення Білорусі скоротили зарплати й відправили у вимушені відпустки, Міноборони проводило масштабні та дорогі військові навчання.
Правозахисні організації зазначають, що суд над Ігорем Аліневичем та іншими фігурантами справи відбувся з низкою порушень, а тому ув'язнених у цій справі не можна вважати законно засудженими. Таким чином, затримання Ігоря Аліневича в Москві та його подальше транспортування до СІЗО КДБ у Мінську відбулися з порушенням встановленого порядку, у тому числі процедури екстрадиції громадян Білорусі з Російської Федерації. При затриманні він був позбавлений можливості отримати допомогу адвоката, а отже, можливості оскаржити затримання. Під час попереднього слідства до обвинувачених застосовували психологічний тиск і катування. Правозахисний центр «Вясна» та Білоруський Гельсінський комітет визнали Ігоря Аліневича, Миколая Дзядока, Олександра Францкевича як політв'язнів.
Перед тим, як його перевели до іншого СІЗО – на вулиці Володарського в Мінську, Ігорю запропонували працювати хакером на владу, від чого він категорично відмовився. До суду Аліневич перебував у СІЗО КДБ. Приблизно в цей час Ігор написав і встиг випустити книгу-щоденник «Їду в Магадан». Після виходу книги ставлення адміністрації колонії до Ігоря Аліневича стало жорсткішим. Відбував покарання в Новополоцькій виправній колонії, у липні 2014 року був перевезений до колонії «Віцьба-3».
На волю, Аліневич мав вийти 29 листопада 2018 року (термін покарання починався з моменту затримання — 29 листопада 2010 року), але був помилуваний рішенням Олександра Лукашенка і звільнений 22 серпня 2015. Разом з ним звільнили Миколу Статкевича, Артема Прокапенка, Євгена Васьковича та Юрія Рубцова.

### Затримання 2020 року
Під час протестів у Білорусі після президентських виборів у ніч з 28 на 29 жовтня 2020 року білоруські прикордонники затримали в Єльському районі, біля білорусько-українського кордону Ігоря Аліневича та ще трьох анархістів – Дмитра Дубовського, Дмитра Разановича та Сергія Романова. Їм висунули звинувачення за статтею 289 Кримінального кодексу «Тероризм», а також за статтею 295 «Незаконний обіг зброї». Анархістів звинуватили в підпалі чотирьох автомобілів біля прокуратури в Салігорську та місцевого відділення Державного комітету судових експертиз.
22 грудня 2021 року в Мінську Ігоря Аліневича засудили до 20 років колонії, інші анархісти також отримали тривалі терміни ув'язнення. З нагоди оголошення вироку Правозахисний центр «Вясна», Білоруська асоціація журналістів, Білоруський ПЕН-Центр, Білоруський Гельсінський комітет та інші правозахисні організації Білорусі зробили спільну заяву про визнання Ігоря Аліневича, Дмитра Дубовського, Дмитра Розановича та Сергія Романова як політв’язнів.

## Нагороди
У 2013 році за книгу «Їду в Магадан» Ігар Аліневич отримав головну нагороду і став першим лауреатом Премії імені Франциска Аляхновича Білоруського ПЕН-центру.
У 2016 році Аліневич став лауреатом Національної премії за захист прав людини імені Віктора Івашкевича за 2015 рік у номінації «За особисту мужність».